# Hino Tomiko
Hino Tomiko (japanisch 日野 富子; geboren 1440; gestorben 30. Juni 1496) war die Ehefrau des japanischen Shogun Ashikaga Yoshimasa (1436–1490).

## Leben und Wirken

### Frühe Jahre
Hino Tomiko war Tochter des Hofadeligen Hino Masamitsu (日野 政光; gestorben 1443) und die Mutter von Ashikaga Yoshihisa (1465–1489). Im Alter von 16 Jahren heiratete sie Yoshimasa und brachte vier Jahre später ihr erstes Kind zur Welt, das jedoch bald darauf starb. Während sie ein gutes Verhältnis zu Yoshimasa hatte und gemeinsam zum Kanjin-Sarugaku-Fest (勧進猿楽祭り) in Tadakawara (糺河原) ging, war ihre Beziehung zu Yoshimasas jüngerem Bruder Yoshimi (足利 義視; 1439–1491), der als Adoptivsohn von Yoshimasa bereits nach der Geburt von Yoshimi sein Genpuku (Erwachsenwerden) abgeschlossen hatte, heikel. Das führte schließlich zu Problemen, die auch eine Ursache des Ōnin-Krieges waren. Nach dem Tod ihres älteren Bruders Hino Katsumitsu (日野 勝光; 1429–1476) verstärkte Tomiko ihr Engagement in der Politik, um Yoshihisa zu unterstützen.
Zu dieser Zeit hatte Shogun Yoshimasa die Politik satt, und nach dem Ōnin-Krieg waren die „Kōbu“ (公武) – also Hofadel und militärischer Adel – erschöpft. Im Jahr 1480 richtete das Shogunat am „Nanakuchi“ (七口), an einem der Stadtzugänge u Kyōto. eine Kontrollstation (七口関) ein. Damit versuchte Tomiko, Gebühren für Reparaturen am Kaiserpalast zu sammeln. Das führte zu Konflikten mit der örtlichen Bevölkerung, aber sie setzte auch eigenen Mittel ein. In dieser Zeit konzentrierte sich der Reichtum des Shogunats ganz natürlich bei Tomiko, die im Zentrum der Politik stand. Das Besondere an ihr war jedoch, dass sie diesen Reichtum nicht nur anhäufte, sondern ihn auch verlieh, und dass sie angeblich auch versucht hatte, diesen Reichtum für Reisgeschäfte zu nutzen und so das Beste aus ihrem Reichtum herauszuholen. Dieses ausgeprägte Gespür für Wirtschaft teilten nicht nur Tomiko, sondern auch andere Oberhäupter der Hino-Familie. Man kann, dass die Familie Hino so einen Familienstil geprägt hat, der der wirtschaftlichen Entwicklung der Muromachi-Zeit entsprach.

### Spätere Jahre
Als Yoshihisa das Erwachsenenalter erreichte und Yoshimasa erneut zu regieren begann, verlagerte Tomiko ihren Schwerpunkt auf wirtschaftliche Aktivitäten. Sie unterstützte Hofadligen sowie Tempel und Schreine aus eigenen Mitteln und scheute vor allem keine finanzielle Unterstützung für die kaiserliche Familie. Mit anderen Worten kann man sagen, dass sie innerhalb der Shogun-Familie eine diplomatische Rolle gegenüber dem kaiserlicher Hof spielten. Nach dem Tod von Yoshinao und Yoshimasa rasierte sie sich den Kopf und wurde Nonne. Die Beziehung zwischen Vater und Sohn Ashikaga Yoshimi und Ashikaga Yoshitane (1465–1522), der anstelle von Yoshihisa nach Kyōto kam, war schlecht. Tomiko arrangierte mit Hosokawa Masamoto (細川 政元, 1466–1507), der im Konflikt mit Yoshiki stand, die Adoption von Ashikaga Yoshizumi (1478–1511), dem Sohn von Ashikaga Masatomo (足利 政知; 1435–1491), der den Titel „Horikoshi Kubō“ (堀越 公方) führte, dass Ersterer in den Rang eines Shoguns befördert wurde. Es erschien für Tomiko selbstverständlich, als zweite Nonne innerhalb der Shogun-Familie auf diese Weise in die Entscheidungen des Shoguns involviert zu sein. 
Nach ihrem Tod im Alter von 57 Jahren im Jahr 1496 hinterließ Tomiko ein großes Erbe, das als „Sieben Schätze“ (七珍万宝, Shitchin manpō) in die Geschichte eingegangen ist. Ihre späteren Jahre waren nicht unbedingt glücklich, und der damalige Shogun Ashikaga Yoshizumi nahm nicht einmal an ihrer Bestattung teil. Als rechtmäßige Ehefrau des Shogunats war sie jedoch in der Lage gewesen, mit Yoshimasas Zustimmung die Kontrolle über die Politik zu übernehmen, sich an wirtschaftlichen Aktivitäten zu beteiligen und eine diplomatische Rolle zu spielen. Ihre Brillanz und Eigeninitiative verdienen Anerkennung.